# Jessie Mei Li
Jessica Mei Li (27 de agosto de 1995) é uma atriz britânica conhecida por seu papel como Alina Starkov na série de fantasia da Netflix Shadow and Bone. Apareceu na produção de 2019 de All About Eve e tem um papel no próximo filme de Edgar Wright, Last Night in Soho.

## Vida inicial e educação
Li nasceu em Brighton, East Sussex, filha de mãe inglesa, enfermeira e pai nascido na China e criado em Hong Kong. Ela cresceu em Redhill, Surrey, e tem um irmão mais velho, médico do Serviço Nacional de Saúde. Sobre crescer em uma área predominantemente branca no sul da Inglaterra, Li comentou que "o racismo contra os asiáticos no Reino Unido, geralmente, acho que mais do que nos Estados Unidos, é tão estranho e não levado a sério". Afirma que durante a infância, as pessoas eram "completamente racistas e zombeteiras", com "o sotaque tolo e os olhos puxados".
Li frequentou a Reigate College de 2010 a 2012. Ela começou a estudar francês e espanhol na Universidade de Sussex, mas desistiu. Por quase dois anos, Li trabalhou como professora assistente para crianças com necessidades especiais em uma escola secundária local. Ela se juntou ao National Youth Theatre em 2015 e treinou em tempo parcial na Identity School of Acting de 2016 a 2017.

## Carreira
Li fez sua estreia profissional no palco em fevereiro de 2019 no papel de Claudia Casswell em All About Eve no Noel Coward Theatre, dirigido e adaptado para o palco por Ivo van Hove, ao lado de Gillian Anderson e Lily James. A produção foi transmitida ao vivo internacionalmente pelo National Theatre Live em 11 de abril de 2019.
Em outubro de 2019, foi anunciado que Li iria estrelar no papel principal de Alina Starkov na série 2021 da Netflix Shadow and Bone, uma adaptação dos livros de fantasia Grishaverse de Leigh Bardugo, Shadow and Bone e Six of Crows. Bardugo expressou apoio ao elenco de Li, dizendo: "De muitas maneiras, Jessie é a pessoa que Alina se transforma - confiante, alegre, corajosa. Eu vi tudo isso e também essa tremenda vulnerabilidade que parecia tão fiel a quem Alina é." Li falou de suas reservas iniciais em interpretar Alina Starkov, uma personagem tipicamente retratada como uma loira esguia, alta e magra. A apreensão de Li diminuiu após o teste, quando ela foi convidada a fazer uma cena em que Alina discute explicitamente a raça e sua experiência como uma mulher birracial. Ao contrário dos livros, a personagem de Alina Starkov é mestiça. Ela também falou sobre seus esforços para construir um relacionamento com o elenco e a equipe de Shadow and Bone, que incluiu dar a cada novo membro do elenco um jantar de boas-vindas antes do início das filmagens, e estudando a língua húngara para que pudesse se relacionar com os membros da equipe do programa. A primeira temporada estreou em 23 de abril de 2021.
Em fevereiro de 2021, o músico James Humphrys lançou o videoclipe de seu single "Three Weeks", estrelado por Li, que também dirigiu e co-editou o videoclipe.
Li foi escalada como Lara Chung no próximo filme de Edgar Wright, Last Night in Soho.

## Vida pessoal
Li é baseada em Bristol, Inglaterra. Li lutou contra o TDAH não diagnosticado durante as filmagens de Shadow and Bone. Após as filmagens, foi formalmente diagnosticada com TDAH quando adulto. Li disse que o diagnóstico "respondeu a muitas perguntas ao longo da vida" e "mudou completamente a forma como eu via muitas coisas na minha vida".
Li usa os pronomes "she" e "them", dizendo: "Sou bastante flexível." Li é poliglota, falando inglês, cantonês, francês, mandarim e espanhol. Ela é hábil em Taekwondo e Wing Chun. Li é vegana. Desde a infância, Li usa um colar que representa seu signo do zodíaco chinês, o Porco.
Li falou sobre crescer sem uma representação asiática positiva e birracial na tela. Li notou que seu passado mestiço era "certamente algo que senti enquanto crescia" e que eles "toleravam muitas microagressões, e também apenas comentários racistas". Seu conflito sobre sua dupla herança foi agravado quando ela começou a fazer testes, onde ela percebeu que papéis mestiços às vezes iam para atores asiáticos ou brancos. Em uma entrevista de abril de 2021 para a Vogue Australia, Li falou contra o recente aumento do ódio anti-asiático e enfatizou a importância de retratos diferenciados dos asiáticos na mídia.

## Filmografia

### Filmes e televisão
| Ano  | Título                       | Papel           | Notas                               |
| ---- | ---------------------------- | --------------- | ----------------------------------- |
| 2018 | Together, They Smoke         | Rose            | Shortflix                           |
| 2018 | Strangers                    |                 | 1 episódio                          |
| 2019 | Locked Up Abroad             | Christina Jocko | Documentário; Episódio: "Panamania" |
| 2019 | Travelooper                  | Kiera           | Curta-metragem                      |
| 2021 | Shadow and Bone              | Alina Starkov   | Papel principal                     |
| 2021 | The Netflix Afterparty       | Ela mesma       | Episódio: "Shadow and Bone"         |
| 2021 | GMA 3: What You Need to Know | Ela mesma       | 1 episódio                          |
| 2021 | Last Night in Soho           | Lara            |                                     |

## Teatro
| Ano  | Título        | Papel            | Notas                        |
| ---- | ------------- | ---------------- | ---------------------------- |
| 2019 | All About Eve | Claudia Casswell | Noel Coward Theatre, Londres |